# Pterolophia humerosa
Pterolophia humerosa är en skalbaggsart som först beskrevs av Thomson 1865.  Pterolophia humerosa ingår i släktet Pterolophia och familjen långhorningar. Inga underarter finns listade i Catalogue of Life.